# ربط المعدة

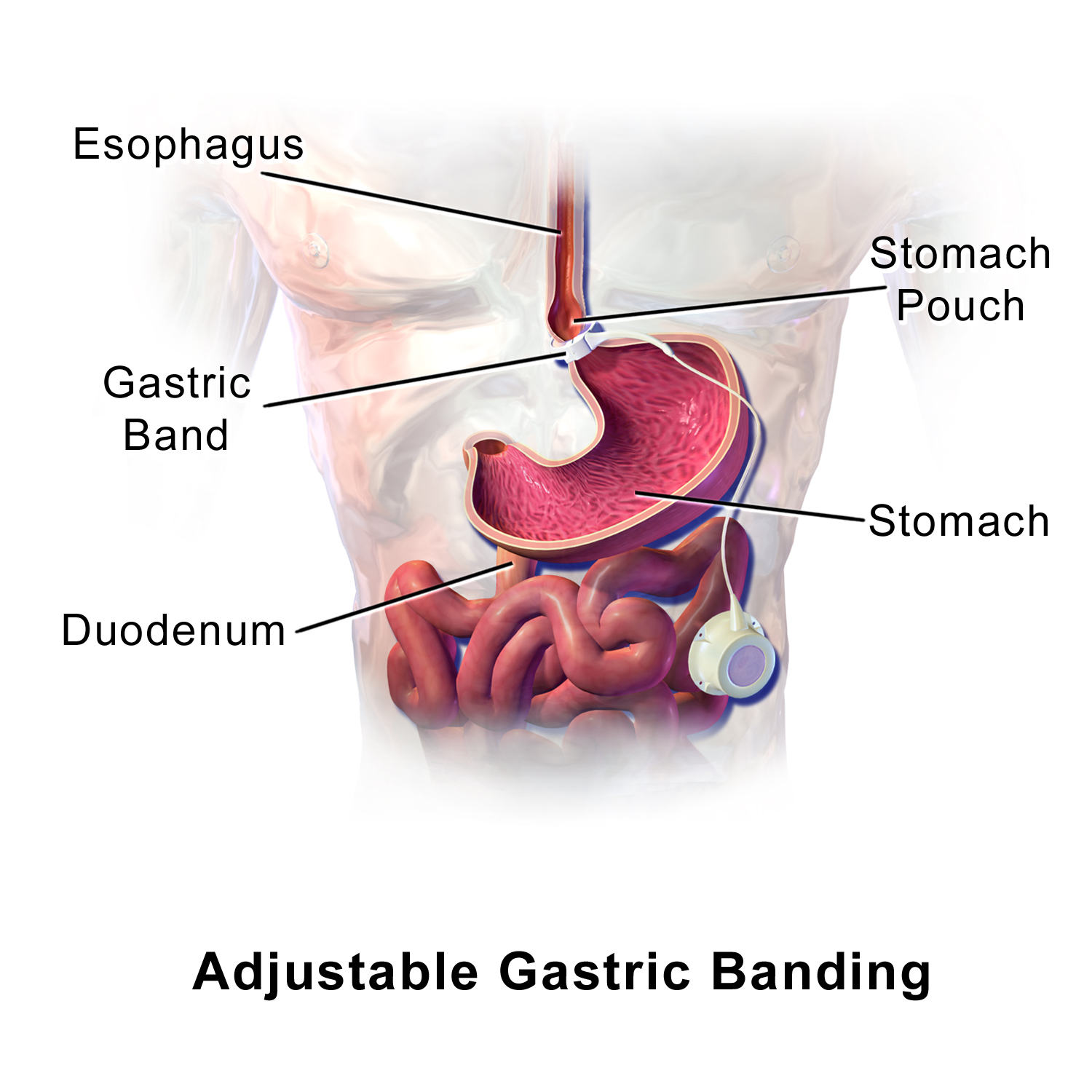
رسم توضيحي لشريط المعدة القابل للضبط

 ربط المعدة أو حزام المعدة القابل للتغيير هو أحد أنواع جراحات السمنة والتي يتم إجرائها عن طريق المنظار، ولا تعد هذه الجراحة الأسلوب الأمثل لإنقاص الوزن، فهي ليست نظاماً غذائياً عادياً، بل طريقة يلجأ إليها الأطباء بعد استنفاذ كافة السبل المؤدية إلى انقاص الوزن.

## مبدأ العمل
يوضع حزام المعدة القابل للنفخ حول الجزء العلوي من المعدة لتشكيل جيب مَعدي أصغر حجمًا. يبطئ هذا الحزام ويقلل كمية الطعام التي يمكن تناولها خلال وجبة واحدة، ويسمح بالشعور بالشبع بسبب إطلاق الببتيد YY. لا يقلل ربط المعدة زمن الإفراغ المَعدي. يستطيع الفرد المحافظة على نتائج العملية من خلال اختيار أطعمة صحية، والحد من كمية الطعام وحجمه، وتقليل الشهية، وإبطاء انتقال الطعام من الجزء العلوي من المعدة إلى الجزء السفلي.
وفقًا للجمعية الأمريكية لجراحة السمنة والبدانة، فإن إجراء جراحة البدانة ليس خيارًا سهلًا عند من يعاني من البدانة. إنها خطوة هائلة، تحمل الألم والخطر كأي جراحة هضمية كبيرة.
ربط المعدة هو الخيار الجراحي الأقل صعوبة والقابل للعكس بالكامل من خلال جراحة ثانية بشق صغير جدًا. تُجرى العملية من خلال جراحة تنظير البطن التي تمتاز بقصر وقت البقاء في المستشفى بعد العملية، وحدوث ندبات أصغر وألم أقل مقارنة بالجراحة المفتوحة. تستطيع الأمعاء امتصاص المغذيات من الطعام بشكل طبيعي لأن هذه العملية لا تقص المعدة أو تجرحها، ولا تغير الطريق المعوي. تُصنع حزامات المعدة من مواد ذات توافق حيوي يمكنها أن تبقى في الجسم دون أن تسبب الأذى.
مع ذلك، لا يستفيد جميع المرضى من الجراحة التنظيرية، فالبدينون للغاية، والذين أجروا جراحات بطنية في السابق، والمصابون بمشاكل طبية مُعيقة يمكن أن يحتاجوا إلى الجراحة المفتوحة.

### ربط المعدة بالجراحة التنظيرية
يُسمى وضع الحزام المَعدي القابل للتعديل عملية لاب باند أو ربط المعدة بالتنظير. أولًا، يُجرى شق صغير (لا يتجاوز 1.25 سم أو 0.5 إنش) قرب سرة البطن. يُضخ ثنائي أوكسيد الكربون (وهو غاز ينتج بشكل طبيعي في الجسم) في الجوف البطني لإتاحة مساحة عمل للجراح. تُدخل كاميرا صغيرة من خلال الشق إلى جوف البطن. ترسل الكاميرا صورًا للمعدة والبطن إلى شاشة فيديو، ويتمكن الجراح من رؤية البنى الأساسية في التجويف البطني. تُفتح شقوق صغيرة إضافية في البطن. يشاهد الجراح الفيديو ويعمل من خلال الشقوق باستخدام أدوات ذات أذرع طويلة لإنجاز العملية. يفتح الجراح نفقًا صغيرًا دائريًا خلف المعدة يُدخل فيه الحزام ثم يلفه حول المعدة.
وجت الدراسات السريرية أن المرضى الذين أجروا جراحة البدانة التنظيرية كانوا أفضل حالًا، وقضوا وقتًا أطول في الأنشطة الترفيهية والفيزيائية، واستفادوا من ازدياد إنتاجيتهم وفرصهم الاقتصادية، وأصبحوا أكثر ثقة بأنفسهم مقارنة بحالهم قبل العملية.

### الآلية
يؤدي وضع الحزام حول المعدة إلى تشكل جيب صغير في أعلى المعدة. يمكن لهذا الجيب احتواء قرابة نصف كوب من الطعام. يمتلئ الجيب بالطعام بسرعة، ويبطئ الحزام مرور الطعام من الجيب إلى الجزء السفلي من المعدة. بما أن الجزء العلوي من المعدة ممتلئ، ترسل المعدة إشارة إلى الدماغ للشعور بالامتلاء.  يصبح الشخص أقل شعورًا بالجوع، ويشعر بالامتلاء فورًا ولمدة أطول، ويأكل كميات أقل، ويخسر الوزن مع مرور الوقت.
عندما يبدأ المريض بفقدان الوزن، يجب تعديل الحزام من خلال نفخه لضمان الراحة والفعالية. يعدل الحزام من خلال ملئه بالسالين عبر منفذ صغير موجود تحت الجلد مباشرة. تُستخدم إبرة خاصة لا تسبب الثقب لتجنب تخريب غشاء منفذ الحزام ومنع التسرب. يوجد عدد كبير من تصميمات المنفذ (الجيدة وغير الجيدة)، ويمكن استخدامها في وضعيات مختلفة وفقًا لرغبة الجراح، ولكنها دومًا مرتبطة (من خلال الخيوط الجراحية أو المشابك الجراحية أو طرق أخرى) بالجدار العضلي في الحجاب الحاجز وحوله.
يمكن أن يُملأ الحزام المعدي بين 4 و12 سم مكعب من محلول السالين، تبعًا لشكله. عندما يُملأ الحزام بمحلول السالين، يسبب ضغطًا خارجيًا على جدار المعدة. يقلل هذا الضغط حجم الممر بين الجيب في أعلى المعدة والقسم السفلي من المعدة ويُقيّد حركة الطعام. بعد عدة زيارات إلى الطبيب، يملأ الحزام أكثر فأكثر حتى الوصول إلى الوضع المثالي الذي يكون عنده الحزام مشدودًا لدرجة تمنع الجوع ورخوًا لدرجة تسمح بمرور الطعام في الجهاز الهضمي. لا يمكن التنبؤ بعدد التعديلات التي يجب إجراؤها قبل الوصول إلى النتيجة المطلوبة لأن الأمر مختلف بين شخص وآخر.

### اعتبارات متعلقة بالحمل
إذا كانت المريضة تفكر بالحمل، يجب أن تتلقى التغذية المثالية قبل الحمل أو عند معرفتها بحصوله؛ يُرخى الحزام عند التخطيط للحمل. يجب أيضًا إرخاء الحزام إذا شعرت المريضة بإعياء صباحي. يبقى الحزام مرخيًا طوال مدة الحمل وخلال مدة الإرضاع الطبيعي، وبعد انتهاء الإرضاع أو إذا قررت السيدة اللجوء إلى بدائل الإرضاع، يمكن عندها نفخ الحزام مجددًا بالتدريج للمساعدة على إنقاص الوزن بعد الولادة تبعًا للحاجة.
يُشدد على أهمية اتباع معايير إضافية للوقاية من الحمل بعد الجراحة، لأن فقدان الوزن السريع يزيد الخصوبة. يجب استخدام وسائل منع الحمل الفعالة في جميع الأوقات لتجنب الحمل غير المرغوب به. اقترح الخبراء سببين يفسران ازدياد الخصوبة بعد إنقاص الوزن: معاكسة تأثير متلازمة المبيض متعدد الكيسات وإنقاص الإستروجين الذي تنتجه الخلايا الدهنية.

### المقارنة بجراحات البدانة الأخرى
بخلاف جراحات البدانة الأخرى التي تجرى بالجراحة المفتوحة (مفاغرة رُو بشكل Y والتحويل البنكرياسي الصفراوي والتحويلة العفجية)، لا يحتاج ربط المعدة إلى إجراء شق أو قص أي جزء من السبيل الهضمي. يمكن إزالة الحزام بالجراحة التنظيرية وتعود المعدة إلى حجمها الأول عادة ما يسمح باستعادة الوزن مجددًا بعد إزالة الحزام. ومع ذلك، لا يمكن عكس آثار هذه العملية بالكامل، إذ لابد من حدوث الالتصاقات والندبات النسيجية. بخلاف جراحات البدانة الأخرى، لا يعاني الذين يخضعون لربط المعدة من نقص العناصر المغذية أو سوء امتصاص المغذيات الصغرى. لا يحتاجون أيضًا إلى مكملات الفيتامين بي 12 أو الكالسيوم (كما هي الحال عند إجراء الجراحات الأخرى). لا تحدث متلازمة الإغراق لأن الأمعاء لا تُستأصل ولا يتغير مسارها.
يخسر المرضى الذين يجرون ربط المعدة الوزن بصورة أبطأ خلال 3.5 سنة بعد العملية مقارنة بالعمليات الأخرى. ورغم أن العمليات الأخرى تؤدي إلى انخفاض الوزن بسرعة أكبر على المدى القصير، تقترح نتائج دراسة أجرتها الطبيبة ماغارد إلى أن هذا الاختلاف يتناقص كثيرًا خلال الوقت. يفقد الأشخاص الذين يخضعون لربط المعدة بشكل وسطي 47.5% من الوزن الزائد وفقًا لتحليل تلوي أجراه الطبيب بوخوالد.
يجب أن يتبع المرضى إرشاداتٍ لاحقة متعلقة بالحمية الغذائية والتمارين الرياضية والعناية بالحزام للمحافظة على النتيجة بعد خسارة الوزن. يمكن أن يعود الوزن المفقود بعد أي من إجراءات خسارة الوزن بما فيها تلك الأكثر جذرية. توصي معاهد الصحة الوطنية بإنقاص الوزن بمعدل 1-2 باوند (0.5-1 كيلوغرام) في الأسبوع، وهو ما يحدث عند مرضى ربط المعدة عادةً. يختلف هذا الأمر تبعًا للفرد وظروفه الخاصة ودافعه ونشاطه الفيزيائي.   

## المعايير
لزيادة فرص نجاح العملية فإنه يجب توافر المعايير التالية في الشخص الراغب في إجراء العملية لزيادة فرص النجاح.
- ألا تقل كتلة الجسم لديه عن 40 (كتلة الجسم هي نسبة الوزن بالكيلو غرام إلى مربع الطول بالمتر)، ويُفهم من ذلك أن العملية الجراحية لـ ربط المعدة يجب ألا تُجرى إلا لمن يُعانون سمنة مفرطة تنذر بمضاعفات خطيرة مثل السكري والضغط وأمراض القلب والتوقف المفاجئ للتنفس أثناء النوم.
- يجب ألا يكون المريض مصابآ بـ قصور في الكلية أو الكبد.
- ألا يقل عمر المريض عن 18 ولا يزيد عن 60 سنة.
- أن يكون المريض قد استنفذ كافة السبل المؤدية إلى انقاص الوزن بالطرق الأخرى وفشل مثل الريجيم الغذائي والرياضة وغيرهما.

## المخاطر
عدم الدقة في اختيار المريض المناسب لعمليات ربط المعدة قد يؤدي إلى مضاعفات صحية خطيرة مثل :
- نقص الكالسيوم
- هشاشة العظام
- نقص الفيتامينات
- فقر الدم
- التهاب المعدة
- الاكتئاب أحياناً
- ترهل الجلد والوجه
- المغص الحاد
- الانسداد المعوي

لذا يجب استشارة طبيب متخصص في أمراض السمنة وطبيب الغدد واختصاصي التغذية قبل اتخاذ القرار بإجراء عملية جراحة ربط المعدة حتى يتم التأكد بصورة قاطعة من نتائجها.
في حالة اختيار المريض المناسب لجراحة ربط المعدة وعمل كافة الفحوص اللازمة للتأكد من ذلك، فإن نتائج الجراحة تكون ممتازة.
إذ لا تعتبر العملية الجراحية معقدة من الناحية الفنية ويمكن إجرائها بالمنظار، وهي ليست صعبة بالنسبة إلى الجرّاح صاحب الخبرة في هذا المجال، لكن الاختيار الدقيق للمريض المناسب يبقى هو العامل الحاسم في نجاح عملية ربط المعدة، لذا يُنصح بمراجعة جرّاح مختص للتأكد من صلاحيتك لهذه العملية

## إجراء العملية
أصبحت العملية في الوقت الحالي أكثر انتشارا وأقل خطورة وتتطلب في أغلب الأحيان ساعة واحدة من التخدير العام وليلة واحدة في المستشفى.
حيث يتم تركيب الحزام يكون من خلال فتحتات صغيرة بالمنظار الجراحي، ولا يتفاعل الحزام مع الجسم
ويوضع الحزام حول أعلى جزء من المعدة ليحولها إلى شكل الساعة الرملية بمعدة صغيرة (جيب صغير)أعلى الحزام، وبالتالي فمن الممكن الرجوع فيها، وإزالة الحزام.
يستطيع الطبيب بعد العملية أن يتحكم بمقدار الطعام الذي يمر عبر الجزء العلوي المتصل بالمعدة والجزء المتبقي منها وذلك حسب كمية الوزن المراد تخفيضه من قبل المريض حيث أن الجزء العلوي من المعدة يتطلب كمية قليلة من الطعام مما يعطي شعوراً فورياً بالشبع يمنع المريض من تناول المزيد من الطعام.
يمكن نفخ وتهوية العوامة أو البالونة الداخلية بالحزام حسب حالة المريض، ودرجة نقصان الوزن المطلوبة، كما يمكن تعديل نفخ العوامة بحقن محلول ملح في الصمام الخاص الذي يوضع تحت عضلات البطن دون تدخل جراحي، وبالتالي نستطيع أن نتحكم في حجم المعدة، فإذا وصل المريض إلى الوزن المثالي يخفف الطبيب من نفخ البالونة فيستطيع أن يأكل أكلاً إضافياً، لذلك يسمى حزام المعدة المتغير Adjustable gastric banding
يخسر الشخص عادة خمسين بالمئة من الوزن الزائد خلال السنة الأولى بعد عملية ربط المعدة، لكن عليك أن تتبع طريقة جديدة في الحياة ونمط غذائي صحي
يوجد في الأسواق أنواع عديدة من حلقات ربط المعدة تتراوح أسعارها بين 500 – 2000 دولار تبعآ لجودتها.
الآثار الجانبية الممكنة بعد عملية جراحة تحزيم المعدة تتضمن :-
- النزف
- تقرح المعدة
- انزلاق حلقة الرباط
- الالتهاب
- خطر التخدير العام في المريض البدين

إلا أن جميع هذه الاختلاطات نادرة الحدوث (أقل من %2) خاصة لدى استعمال الحلقات المتطورة، ويمكن علاج جميع الاختلاطات عادة بعملية بالمنظار دون الحاجة إلى فتح البطن.

## روابط خارجية
- NIH statistics on weight and obesity
- Medical Journal of Australia study
- Education Site for Lap-Band Patients
- American Society for Metabolic and Bariatric Surgery